# Ich oder du
Ich oder du ist ein österreichisches Drama aus dem Jahr 1984 unter der Regie von Dieter Berner mit dem Sänger und Schauspieler Hansi Lang in seiner ersten Rolle.
Der Liedermacher und Rock-/Popsänger Wolfgang Ambros trat in einer Gastrolle auf.

## Produktion und Hintergrund
Gedreht wurde der Film im Frühjahr 1984 in Wien und Niederösterreich. Der Kinostart des von Satel Film produzierten Films war am 19. Oktober 1984.

## Inhalt
„Zum Leben zu wenig, zum Sterben zu viel“ – die Aussichten für Franzl, der einmal einen Bauernhof erben soll, sind alles andere als rosig. Besser Richtung Großstadt abhauen. Dort trifft er auf Robert, den talentierten, selbstzerstörerischen Wannabe-Rockstar, und Christina, dessen Gspusi aus Deutschland, die auch nur so durchs Leben driftet. Aus ihr und Franzl könnte was werden, doch fühlt sie sich Robert gegenüber verantwortlich. Gefährlich-chaotisch wird es, als sie dann schwanger ist und Robert die Probleme mit der Pistole lösen will. Während sich Wien von seiner räudigsten Seite zeigt, spielt Hansi Lang Leben: ekstatisch ehrlich und kompromisslos kaputt. (Programmheft Viennale 2023)